# باشا علييف
باشا علييف (بالأذرية: Paşa Əliyev)‏ هو لاعب كرة قدم أذربيجاني في مركزي الدفاع والهجوم، ولد في 24 أكتوبر 1972 في أذربيجان. شارك مع منتخب أذربيجان لكرة القدم. أما مع النوادي، فقد لعب مع نادي أبو مسلم خراسان ونادي باكو ونادي خزر لنكران ونادي شامكير ونادي كاباز ونادي نيفتشي باكو.